# Dorfkirche Bloßwitz

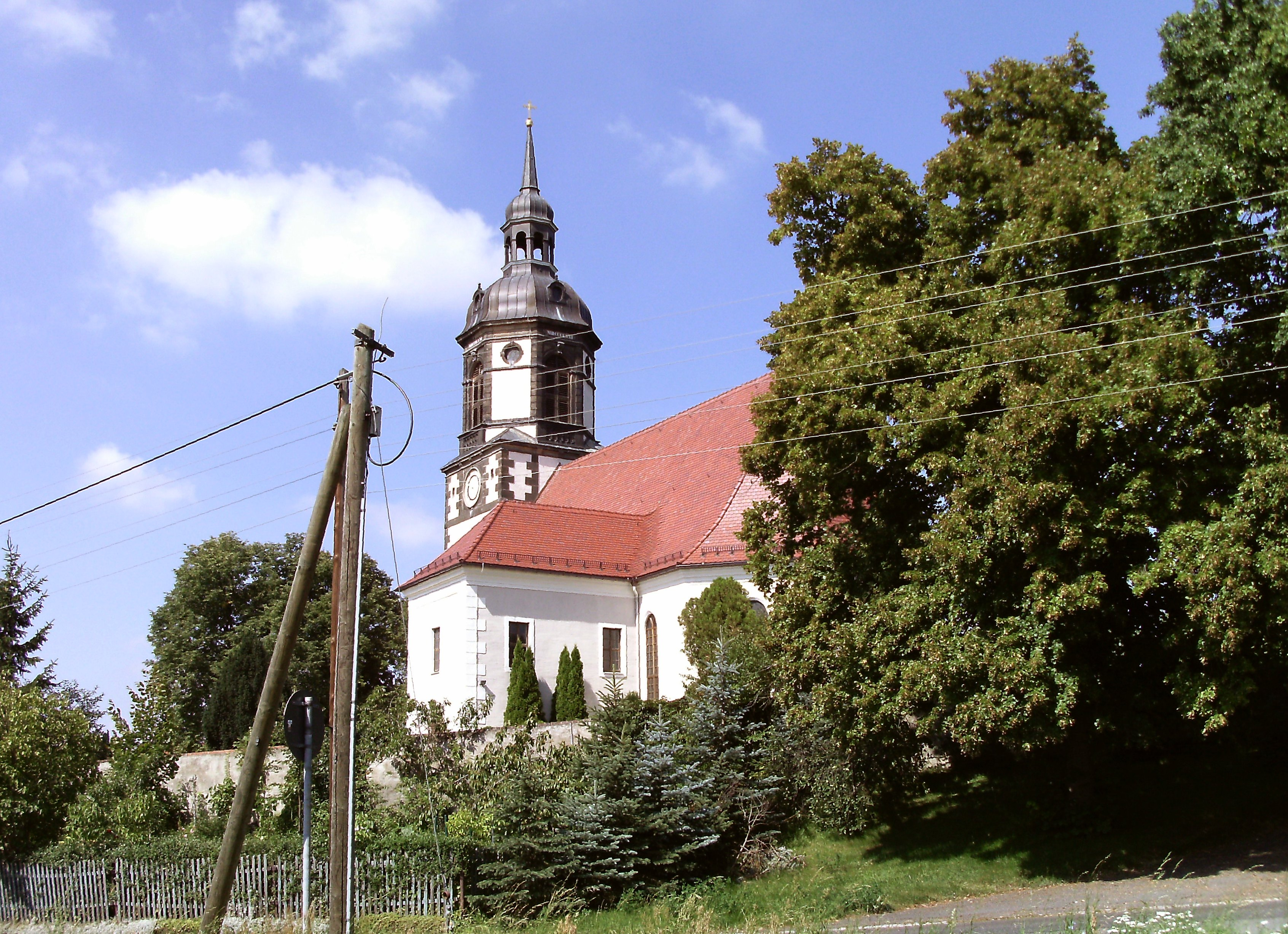
Dorfkirche Bloßwitz

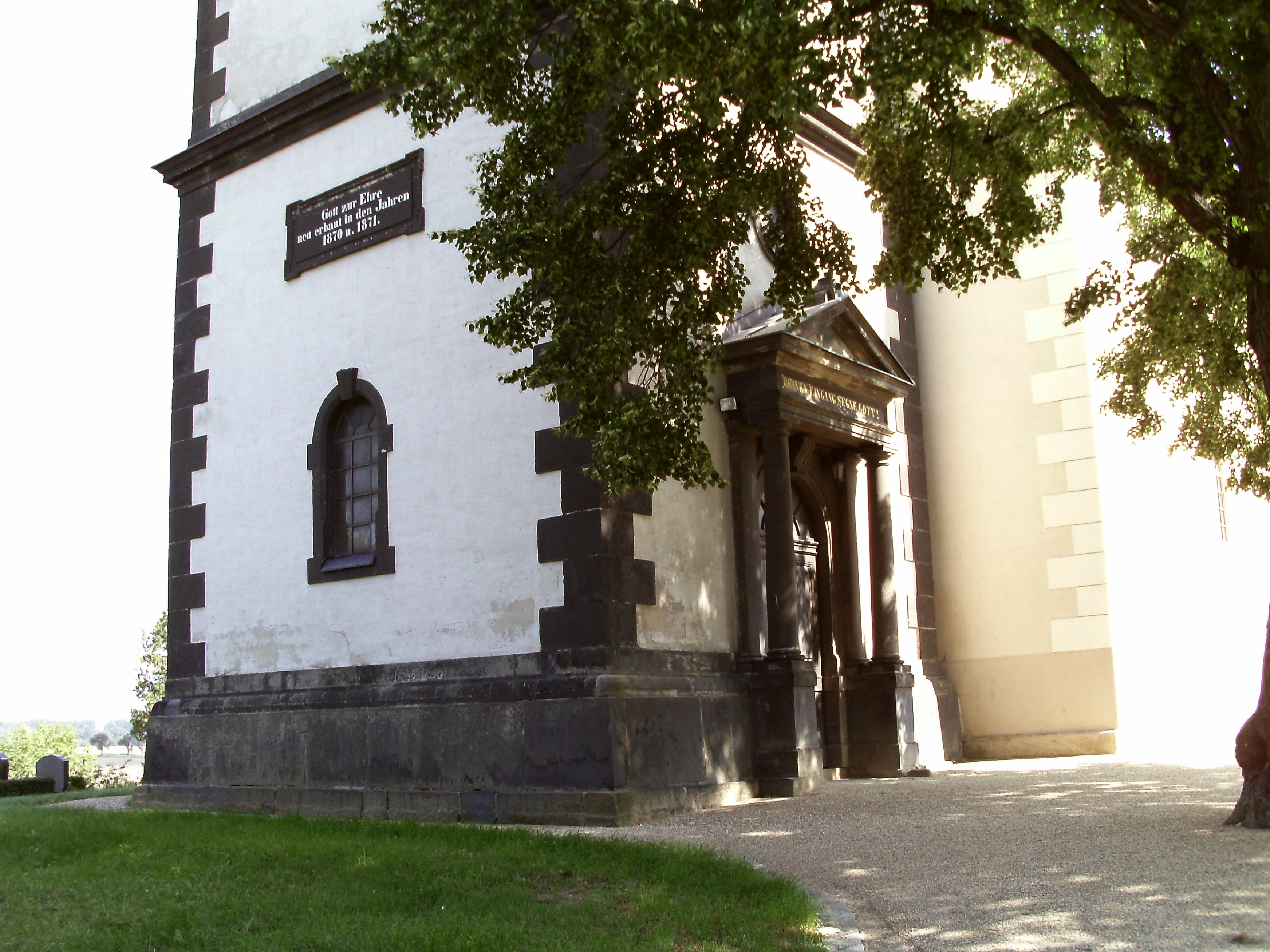
Portal

Die evangelische Dorfkirche Bloßwitz ist eine spätgotische, barockisierte Saalkirche im Ortsteil Bloßwitz von Stauchitz im Landkreis Meißen in Sachsen. Sie gehört zur Kirchengemeinde Staucha im Kirchenbezirk Meißen-Großenhain der Evangelisch-Lutherischen Landeskirche Sachsens.

## Geschichte und Architektur
Die große Saalkirche vom Anfang des 16. Jahrhunderts wurde in den Jahren 1697–1699 durch den Zimmer- und Brückenmeister Simon Sohra aus Meißen und den Stuckateur Pietro Patriarcha aus Como eingreifend umgestaltet. Der Westturm wurde nach einem Brand im Jahr 1870 von Karl Moritz Haenel neu gestaltet. Restaurierungen erfolgten in den Jahren 1932 und 1993/95 (letztere vor allem am Turm).
Das Bauwerk ist ein verputzter Bruchsteinbau mit Dreiachtelschluss am Chor und Satteldach. Zwei spätgotische Spitzbogenportale an der Süd- und Nordseite erschließen das Bauwerk, das letztere mit reicher Profilierung; beide stammen vom Ende des 15. Jahrhunderts. Eingeschossige Anbauten an der Südseite bilden den Zugang zur Patronatsloge auf der Südseite und zur Sakristei auf der Nordseite. Der im Grundriss quadratische Turm ist im Obergeschoss ins Achteck überführt; eine barocke Haube mit offener Laterne bildet den Abschluss.
Das Innere ist durch eine flache Stuckdecke mit gerahmten Feldern abgeschlossen. Zweigeschossige Emporen an der Nord-, Süd- und Westseite umgeben den Raum. An deren Brüstung sind Reste von Malereien erhalten, welche vermutlich vom Ende des 17. Jahrhunderts stammen und biblische Szenen darstellen. Patronatslogen sind an der Nord- und Südwand angeordnet. Eine feingestaltete spätgotische Sakramentsnische mit Kielbogen ist in der östlichen Chorwand eingelassen.

## Ausstattung
Das Hauptstück der Ausstattung ist ein mächtiger hölzerner Kanzelaltar mit vergoldeten Friesen und Blattwerksornamentik von Valentin Walther, datiert auf das Jahr 1705. Der polygonale Kanzelkorb wird von zwei kräftigen Säulen flankiert, die ein reich profiliertes gesprengtes Gesims tragen.
Ein wertvolles fragmentarisch erhaltenes Vesperbild, dessen Fassung verlorenging, stammt aus der Zeit um 1510. Im Chorbereich sind wertvolle Grabsteine des 16.–18. Jahrhunderts erhalten, davon ist das steinerne Epitaph des Dietrich und der Dorothea von Schleinitz mit der Darstellung von Christi Geburt und Himmelfahrt, das auf das Jahr 1607 datiert ist und von Hans Köhler dem Jüngeren aus Meißen zugeschrieben wird.
Die romantische Orgel von Johann Gotthilf Bärmig ist ein Werk aus dem Jahr 1862 mit 17 Registern auf zwei Manualen und Pedal.